# Оленьковский
Оленьковский — посёлок в Венёвском районе Тульской области России.
В рамках административно-территориального устройства является центром Оленьковского сельского округа Венёвского района, в рамках организации местного самоуправления входит в Мордвесское сельское поселение.

## География
Расположен в 52 км к северо-востоку от Тулы и в 28 км к северо-западу от райцентра города Венёв.

## Население
| 2002 | 2010 |
| ---- | ---- |
| 513  | ↘420 |

Население — 420 чел. (2010).